# Úhlová frekvence
Úhlová frekvence, (též úhlový kmitočet či pulsatance, z angl.) , dříve též kruhová frekvence, kruhový kmitočet, je skalární fyzikální veličina používaná pro popis periodických, zpravidla harmonických dějů. Rozdílnou veličinou je úhlová rychlost.

## Značení a jednotky
Doporučená značka: {\displaystyle \omega \,}(omega)
Jednotka v SI: reciproká sekunda (s−1), případně radián za sekundu (rad·s−1)

## Definice
Úhlová frekvence je fyzikální podstatou změna fáze za jednotku času:
{\displaystyle \omega ={\frac {\mathrm {d} \varphi }{\mathrm {d} t}}={\frac {\Delta \varphi }{\Delta t}}\,} (platí pro libovolně velký interval {\displaystyle \Delta t\,})
Veličina je příbuzná k veličinám perioda ({\displaystyle T\,}) a frekvence ({\displaystyle f\,}). Vzájemný vztah k těmto veličinám je v aktuálních normách definičním vztahem úhlové frekvence:
{\displaystyle \omega ={{2\pi } \over T}={2\pi f}\,}
Úhlový kmitočet {\displaystyle 2\pi } s−1 má kmitající objekt, jehož 1 kmit proběhne za 1 sekundu, tj. doba periody T = 1 s, jinak řečeno fáze periodického děje se změní o {\displaystyle 2\pi } (rad) resp. 360° za 1 sekundu.

## Příklady použití
Např. ve vztazích pro okamžitou hodnotu harmonických periodických dějů - např.
- okamžitá výchylka kmitavého pohybu

{\displaystyle y=y_{m}\,\sin(\omega t+\varphi _{0})}
- okamžitá hodnota střídavého proudu

{\displaystyle i=I_{m}\,\sin(\omega t+\varphi _{0})}

## Souvislost s úhlovou rychlostí
Někdy je tato veličina nesprávně zaměňována s úhlovou rychlostí, má však rozdílnou fyzikální povahu a v případech, ve kterých má smysl hovořit současně o obou veličinách, se mohou vzájemně lišit i číselnou hodnotou.
- Úhlová frekvence (s−1) je vždy skalární veličina a zavádí se pro libovolné periodické děje (nemusí souviset s žádným úhlem).
- Úhlovou rychlost (rad·s−1) lze zavést jako axiální vektor a přímo souvisí s úhlem otočení, jak naznačuje jednotka. Často se používá pouze její průmět do osy rotace, což je skalární veličina.

V případě periodického pohybu po kružnici má smysl hovořit jak o úhlové rychlosti, tak o úhlové frekvenci. U rovnoměrného pohybu jsou tyto veličiny číselně rovny (je-li úhlová rychlost vzatá jako skalár). Stejná situace je u všech harmonických průběhů, ať je jejich souvislost s rovnoměrným otáčením fyzikální (např. průběh průmětu magnetické indukce u otáčivého magnetického pole v elektrických strojích), nebo formální (při zobrazování veličin harmonických dějů fázorovými diagramy, ve kterých je fáze zobrazena jako úhel a fázory se tedy otáčejí úhlovou rychlostí rovnou úhlové frekvenci).
Rozdíl se však projeví u nerovnoměrného pohybu (stále ale periodického), po kružnici (a obecně u neharmonických periodických průběhů). Například pohyb gondoly visutých houpaček umožňujících přetočení. Při přetáčení se dosáhne periodického pohybu po kružnici, který je u vrcholu dráhy pomalejší než v dolní části. Velikost okamžité hodnoty úhlové rychlosti se tedy v průběhu periody mění. Fáze je naopak z definice přímo úměrná času, hodnota úhlové frekvence je proto konstantní a (až na dva okamžiky za periodu) neodpovídá okamžité hodnotě úhlové rychlosti, tedy skutečně uraženým úhlovým radiánům za jednotku času. Proto je také v tomto případě nevhodná jednotka rad·s−1, normou připouštěná pro úhlovou frekvenci, protože vyvolává zavádějící představu.